# Helen Slayton-Hughes
Helen Slayton-Hughes (30 de octubre de 1930 - 7 de diciembre de 2022) fue una actriz estadounidense conocida por interpretar a Ethel Beavers en Parks and Recreation, así como por más de 200 programas de teatro y televisión.

## Vida personal
Helen Slayton nació en 1930, la tercera de 4 hijos de Ralph Emil Slayton y Helen Slayton.
Slayton-Hughes estaba casada y tenía cuatro hijos y seis nietos. Sin embargo, no existe información sobre su marido, incluido su nombre.
Slayton-Hughes murió mientras dormía el 7 de diciembre de 2022, a los 92 años. Su muerte fue anunciada públicamente por su familia el jueves 8 de diciembre de 2022 a través de Facebook. Su misa fúnebre se celebró el 21 de enero de 2023 en la Iglesia Episcopal de Santo Tomás Apóstol en Hollywood.

## Filmografía

### Películas
| Año  | Título                                | Papel                                 | Notas        |
| ---- | ------------------------------------- | ------------------------------------- | ------------ |
| 1980 | Mafia on the Bounty                   | Selma                                 |              |
| 1982 | Después del amor                      | Singer                                |              |
| 2003 | Gossip                                | Sophie                                | Cortometraje |
| 2005 | Buenas noches, y buena suerte         | Mary                                  |              |
| 2006 | I Want Someone to Eat Cheese With     | Sra. Moskowitz                        |              |
| 2006 | Being the Tooth Fairy                 | Hada de los Dientes                   | Cortometraje |
| 2008 | The Onion Movie                       | Empleado de 'Yarn-it-All'             |              |
| 2008 | A Pig's Ear                           |                                       | Cortometraje |
| 2010 | Crazy on the Outside                  | Grandma                               |              |
| 2010 | Hesher                                | Sra. Rosowski                         |              |
| 2010 | Lesbian Homecoming                    | Miembro del club de lectura feminista | Cortometraje |
| 2014 | Veronica Mars                         | Sra. Barnes                           |              |
| 2015 | Homage to Erik Satie's Laundress      | Lavandera / Narradora                 | Cortometraje |
| 2016 | The Gift of the Magpie                | Mavis Turner                          | Cortometraje |
| 2017 | CASH                                  | Sra. Patterson                        | Cortometraje |
| 2018 | Don't Worry, He Won't Get Far on Foot | Mujer en autobús                      |              |
| 2018 | The Invisible Mother                  | Mona                                  |              |
| 2019 | Klaus                                 | Varias voces                          |              |
| 2019 | I Am Evelyn Rose                      | Jan                                   | Cortometraje |
| 2021 | Moxie                                 | Helen                                 |              |
| 2022 | The Curse of Bridge Hollow            | Victoria                              |              |

### Televisión
| Año       | Título                                   | Papel                          | Notas                                                                            |
| --------- | ---------------------------------------- | ------------------------------ | -------------------------------------------------------------------------------- |
| 1981      | The Princess and the Cabbie              | Nemesis Valerie Bertinelli     | Película de televisión                                                           |
| 2000      | Nash Bridges                             | Gertrude Jorgensen             | Episodios: "Jump Start", "Rock and a Hard Place"                                 |
| 2001–2002 | Power Rangers Time Force                 | Señora mayor                   | Episodios: "Frax's Fury", "Dawn of Destiny"                                      |
| 2001      | The Drew Carey Show                      | Mujer de ochenta años          | Episodio: Drew Carey's Back-to-School Rock 'n' Roll Comedy Hour                  |
| 2001      | Judging Amy                              | Patrón de cafetería            | Episodio: "Crime and Puzzlement"                                                 |
| 2003      | El ala oeste de la Casa Blanca           | Marion Cotesworth-Haye         | Episodio: "Privateers"                                                           |
| 2003      | Carnivàle                                | Scripture-Reading Lady         | Episodio: "Milfay"                                                               |
| 2003      | NYPD Blue                                | Grace Langford                 | Episodio: "Frickin' Fraker"                                                      |
| 2003–2004 | Malcolm in the Middle                    | Nana/Anciana                   | Episodios: "Malcom Dates a Family", "Stereo Store"                               |
| 2004      | One on One                               | Carol                          | Episodio: "Sleepless in Baltimore"                                               |
| 2004–2005 | That's So Raven                          | Mildred                        | Episodios: "My Big Fat Pizza Party", "Dog Day After-Groom"                       |
| 2006      | Arrested Development                     | Sra. Van Skoyk                 | Episodio: "S.O.B.s"                                                              |
| 2006      | Four Kings                               | Helen                          | Episodio: "Upper West Side Story"                                                |
| 2007      | My Name is Earl                          | Sra. Abernathy                 | Episodio: "Buried Treasure"                                                      |
| 2007      | Out of Jimmy's Head                      | Doris                          | Episodio: "Detention"                                                            |
| 2007      | The Minister of Divine                   | Dorothy Vanderbosch            | Película de televisión                                                           |
| 2008      | Desperate Housewives                     | Mujer anciana                  | Episodio: "The Gun Song"                                                         |
| 2010      | Pretty Little Liars                      | Sra. Potter                    | Episodio: "Keep Your Friends Close"                                              |
| 2011–2015 | Parks and Recreation                     | Ethel Beavers                  | 11 episodios                                                                     |
| 2012      | Raising Hope                             | Harriett                       | Episodio: "Throw Maw Maw from the House (Part II)"                               |
| 2012–2013 | Burning Love                             | Virginia/Agnes                 | 21 episodios                                                                     |
| 2013      | True Blood                               | Caroline Bellefleur            | Episodios: "Life Matters", "Dead Meet"                                           |
| 2013      | Brooklyn Nine-Nine                       | Ethel Musterberg               | Episodio: "The Slump"                                                            |
| 2013      | Parenthood                               | Edie                           | Episodio: "Election Day"                                                         |
| 2013      | Getting On                               | Sandy Sayles                   | Episodio: "Born on the Fourth of July"                                           |
| 2014      | Men at Work                              | Edith                          | Episodio: "Pre-Posal"                                                            |
| 2014      | The Greatest Event in Television History | Lilly                          | Episodio: "Bosom Buddies"                                                        |
| 2014      | The Night Shift                          | Wendy Franklin                 | Episodio: "Second Chances"                                                       |
| 2014      | The Birthday Boys                        | Helen Ainsley                  | Episodio: "Wet Dreams May Come"                                                  |
| 2014–2015 | New Girl                                 | Sra. Raws                      | Episodios: "Coming Out", "Landline"                                              |
| 2015      | Kroll Show                               | Doris                          | Episodio: "Body Bouncers"                                                        |
| 2017      | The Middle                               | Eleanor                        | Episodio: "Swing and a Miss"                                                     |
| 2018      | Little Big Awesome                       | Penelope Pitt-Plebop/Townsfolk | Episodios: "Snow Day/Rootin' For Change", "Puppy Shower/Claude the Buff Hamster" |
| 2018      | Fresh off the Boat                       | Dot                            | Episodio: "Where Have All the Cattlemen Gone?"                                   |
| 2019      | Those Who Can't                          | Agnes Butterpanny              | Episodio: "Those Who Could've"                                                   |
| 2019      | Single Parents                           | Diana                          | Episodio: "Big Widow Wives"                                                      |

### Videojuegos
| Año  | Título                 | Papel                 |
| ---- | ---------------------- | --------------------- |
| 2012 | Guild Wars 2           | Shriika/Zena Zonwoman |
| 2014 | Murdered: Soul Suspect | Varios (voces)        |